# Тундутовское сельское муниципальное образование
Тунду́товское се́льское муниципа́льное образова́ние — сельское поселение в Малодербетовском районе Республики Калмыкия. Административный центр — село Тундутово.

## География
Западная часть СМО расположена в пределах Ергенинской возвышенности. Большая, восточная, часть территории расположена в пределах Сарпинской низменности.
Тундутовское СМО граничит на западе с Октябрьский районом Волгоградской области, на севере — с Малодербетовским СМО Малодербетовского района Калмыкии, на востоке — с Восходовским СМО Октябрьского района Калмыкии, на юге — с Ханатинским СМО Малодербетовского района Калмыкии, на юго-западе — с Садовским и Коробкинским СМО Сарпинского района Калмыкии.

### Гидрография
Гидрографическая часть СМО представлена системой Сарпинских озер: оз. Хар-Гота, Пришиб, Унгун-Тёрячи (последние два расположены частично), а также реками восточного склона Ергеней: Ялмата, Грязная. На реке Ялмата создано водохранилище. Питание озер происходит преимущественно за счет весеннего поверхностного стока от талых снегов. По территории СМО проходит водоподающий канал (Р-1). Всего земли водного фонда в СМО составляет 961 га или 1,29 % территории.
Полезные ископаемые
На территории Тундутовского СМО расположено месторождение строительных песков «Лесное», одноимённое месторождение подземных вод и месторождение кирпично-черепичного сырья.

## Население
| 2002  | 2010  | 2011  | 2012  | 2013  | 2014  | 2015  |
| ----- | ----- | ----- | ----- | ----- | ----- | ----- |
| 1647  | ↘1617 | ↘1607 | ↘1594 | ↗1602 | ↗1610 | ↘1602 |
| 2016  | 2017  | 2018  | 2019  | 2020  | 2021  |       |
| ↘1579 | ↘1566 | ↘1552 | ↘1526 | ↘1510 | ↘1466 |       |

Население СМО сосредоточено в селе Тундутово и составляет (на 01.01.2012 г.) 1 607 человек или 15,3 % населения района. Плотность населения в СМО составляет 2,15 чел./км². Их общего количества населения население моложе трудоспособного возраста составляет 20,2 %, в трудоспособном возрасте 50,0 %, старше трудоспособного возраста 29,8 %. Отмечается естественная убыль населения — на −4 чел. год на 1000 жителей.
Соотношение мужчин и женщин составляет, соответственно, 48,9 % и 51,1 % (преобладает женское население).

### Национальный состав
Русские — 86,0 %, калмыки — 0,2 %, другие национальности — 13,8 %.

## Состав сельского поселения
| № | Населённый пункт | Тип населённого пункта       | Население |
| - | ---------------- | ---------------------------- | --------- |
| 1 | Тундутово        | село, административный центр | ↘1466     |

## Транспортная инфраструктура
По территории СМО проходит участок автодороги федерального значения М-6 «Каспий (автодорога)Каспий» (12,5 км) и автодороги местного значения — подъезд от автодороги Малые Дербеты — Большой Царын к п. Ханата (асфальт, 8км).

## Достопримечательности
На территории СМО южнее села Тундутово, к западу от автодороги М-6 «Каспий» установлен памятник поэту В. В. Хлебникову (скульптор С. К. Ботиев, 1992 г.).